# Gulaphallus mirabilis
Gulaphallus mirabilis är en fiskart som beskrevs av Herre 1925. Gulaphallus mirabilis ingår i släktet Gulaphallus och familjen Phallostethidae. Inga underarter finns listade i Catalogue of Life.